# 頭嵙山層
頭嵙山層（Toukoshan Formation 或 Toukeshan Formation，亦有研究以日語拼音寫作 Tokasan Formation），原寫作𡾣嵙山層，為臺灣地質學的地層名稱，地質年代為第四紀，分布範圍廣泛，北起林口臺地，南至恆春半島，為西部麓山帶擁有。在現今臺中市豐原區東方山區出露此地層，因上部與下部的地質構造不同，因此各學者有所命名。

## 歷史
1933年，由地質學家林朝棨發現，並於《關於臺灣產哺乳類化石的產出狀態》以頭嵙山命名「頭嵙山層群」。1935年，鳥居敬造在東勢郡探查地質，結果發表於《東勢地質圖幅及說明書》稱之「頭嵙山蠻岩」。同年，林朝棨在《臺中豐原地方第三紀及第四紀地層之研究》稱之「頭嵙山統」。1948年，地理學家張麗旭於《臺灣地層之檢討》首次出現「頭嵙山層」此名，並依上部與下部構造的差異，分別命名火炎山相、香山相，並於1955年發表《臺灣之地層》為現今地質學術界所採用之文獻。1957年，林朝棨於《臺灣地形》仍採用頭嵙山統稱之，上部、下部地層則是分別改稱火炎山層、通霄層。1975年，地質學家何春蓀在《臺灣地質概論：臺灣地質圖說明書》對各地層並無加以命名，則是分成上、中、下三部來區分各地層。

## 岩性
頭嵙山層上部地質岩性是以礫岩為主，大多為厚層構造，並夾有砂岩其間呈互層，偶有粉砂岩、頁岩；下部則是以砂岩為主的岩性，有砂岩會與粉砂岩、頁岩互層，偶有泥質砂岩。由於表層裸露的地層是頭嵙山層的上部構造，露出的礫石是其最大特徵，常在山路旁、河岸邊可見，例如國道一號行經大安溪可見火炎山，以及國道六號行經烏溪可見九九峰，兩者皆有大量崩落的礫石堆積而成的扇狀堆積地。

## 分地區
由北至南：
- 林口臺地
- 桃園臺地
- 中壢臺地
- 湖口臺地
- 竹東丘陵
- 苗栗丘陵：火炎山具代表。
- 后里臺地
- 大肚臺地
- 豐原丘陵：頭嵙山具代表。
- 霧峰丘陵：九九峰具代表。
- 八卦臺地
- 觸口臺地：屬斗六丘陵之地形區。
- 恆春半島

## 解
1. ↑  本文獻記載𡾣嵙山層為最初之名，至於出處與現今已去掉山字原因則不詳，現今以頭嵙山層廣為使用[1]。「𡾣」寫法是上山下頭[1]。